# Udo Konradt
Udo Konradt (* 1962) ist ein deutscher Psychologe.

## Leben
Das Studium ab 1981 der Psychologie, Informationswissenschaft und Philosophie an den Universitäten Bielefeld und Bochum schloss er an der Universität Bochum 1989 mit dem Diplom in Psychologie, 1991 mit der Promotion und 1996 mit der Habilitation ab. Von 1996 bis 2024 war er Professor für Arbeits- und Organisationspsychologie an der Universität Kiel.
Seine Forschungsinteressen sind elektronisches Personalmanagement, virtuelle Teams verwalten, verteilte Führung in Teams, webbasierte Personalauswahl und E-Learning.

## Schriften (Auswahl)
- Analyse von Strategien bei der Störungsdiagnose in der flexibel automatisierten Fertigung. Bochum 1992, ISBN 3-88339-991-4.
- Gestaltung gebrauchstauglicher Anwendungssysteme: Modellierung und Konzeption organisations- und aufgabenangemessenener Software. Wiesbaden 1996, ISBN 3-8244-0311-0.
- mit Guido Hertel: Management virtueller Teams. Von der Telearbeit zum virtuellen Unternehmen. Basel 2002, ISBN 3-407-36025-8.
- mit Guido Hertel: Telekooperation und virtuelle Teamarbeit. München 2007, ISBN 3-486-27518-6.